# Zespół długiego QT

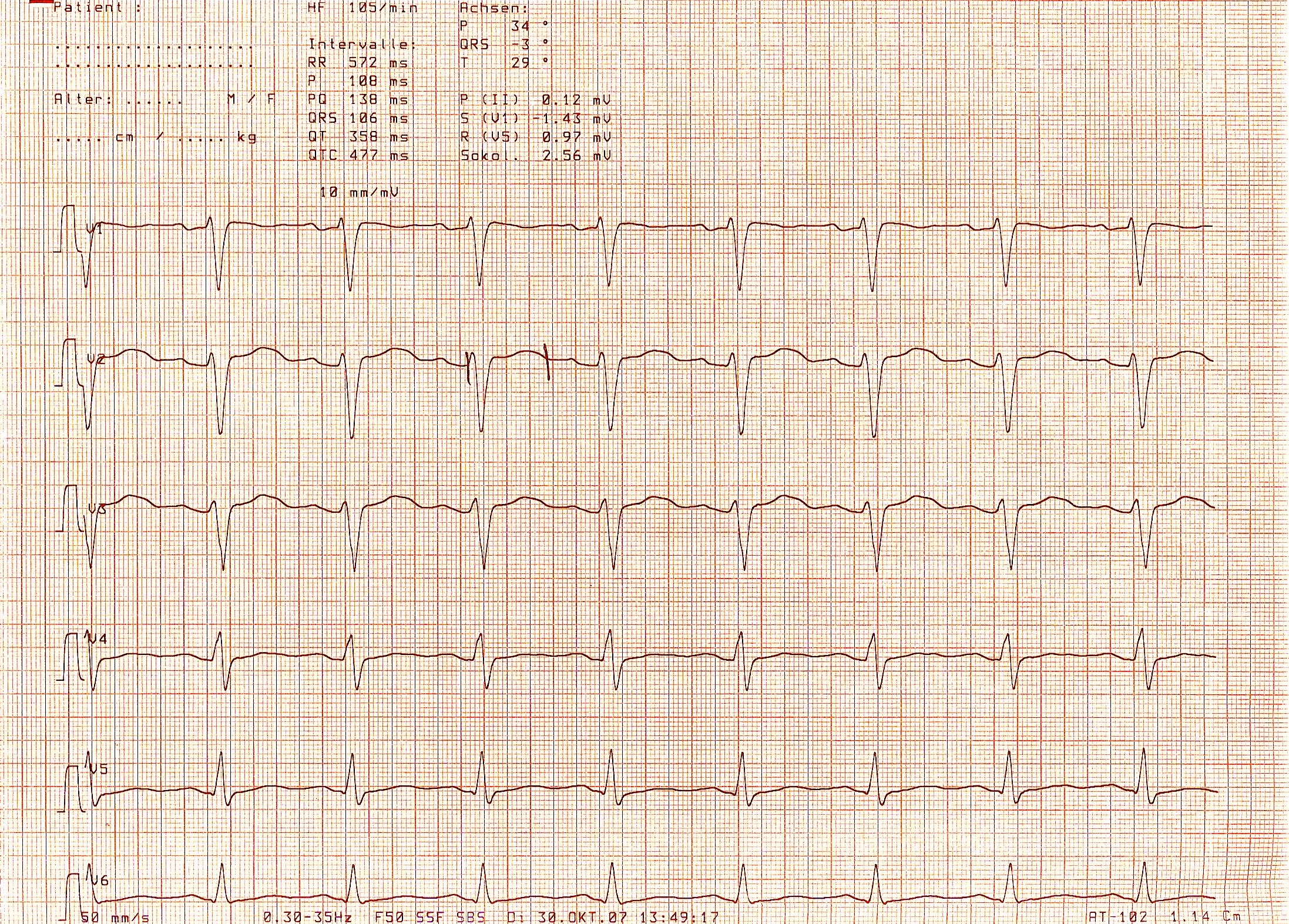
Zapis EKG z wydłużonym odstępem QT (QTc = 477 ms)

Zespół długiego QT – grupa nieprawidłowości elektrokardiograficznych, związanych z wydłużeniem odstępu QT. Mogą być wrodzone (wrodzone zespoły długiego QT) lub, częściej nabyte, związana z przyjmowaniem określonych leków.
Wrodzone zespoły długiego QT:
- zespół Romano-Warda
- zespół Jervella i Lange-Nielsena
- zespół Andersen-Tawila

Nabyte zespoły długiego QT w związku z lekami, takimi jak:
- ajmalina
- amiodaron
- chinidyna
- propafenon
- chinina
- haloperydol
- wazopresyna

Wydłużenie QT sprzyja wystąpieniu groźnych dla życia arytmii komorowych: migotania komór i wielokształtnego częstoskurczu komorowego typu torsade de pointes. 